# Ludvig 1. af Bayern (hertug)
|  | Denne artikel omhandler middelalderens Hertug Ludvig 1. af Bayern. Artiklen om 1800-tallets Kong Ludvig 1. af Bayern ligger under navnet Ludvig 1. af Bayern |
Ludvig 1., også kaldet Ludvig Kelheimeren (tysk: Ludwig der Kelheimer), (23. december 1173 i Kelheim – 15. september 1231 i Kelheim) var hertug af Bayern fra 1183 og Pfalzgreve ved Rhinen fra 1214 til sin død i 1231. Han var den første pfalzgreve ved Rhinen fra fyrstehuset Wittelsbach.
Ludvig 1. var søn af hertug Otto 1. af Bayern og Agnes af Loon.

## Ægteskab og børn
Ludvig blev gift i oktober 1204 med Ludmilla af Bøhmen (1170–1240), datter af hertug Frederik 1. af Bøhmen og Elisabeth af Ungarn. Ludmilla var enke efter grev Albert 3. af Bogen. De fik en søn:
- Otto 2. (1206–1253), pfalzgreve ved Rhinen og hertug af Bayern

∞ 1222 Agnes af Pfalz (1201–1267)